# Jean Bart (1940)
El Jean Bart fue un acorazado francés de la Segunda Guerra Mundial. Tomó su nombre en honor al navegante francés del siglo XVII Jean Bart.

## Historial operativo

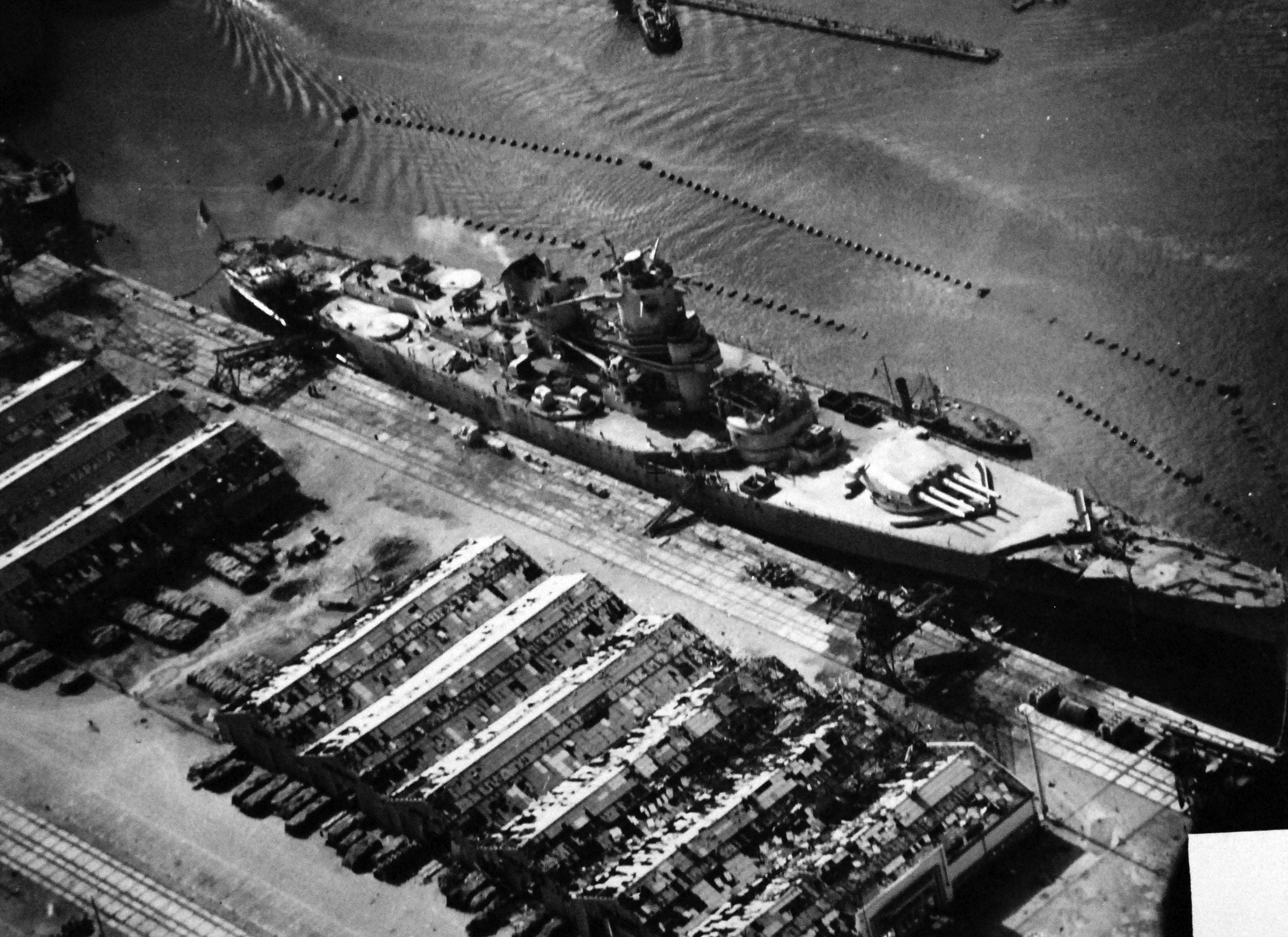
El Jean Bart dañado por aviones estadounidenses en Casablanca

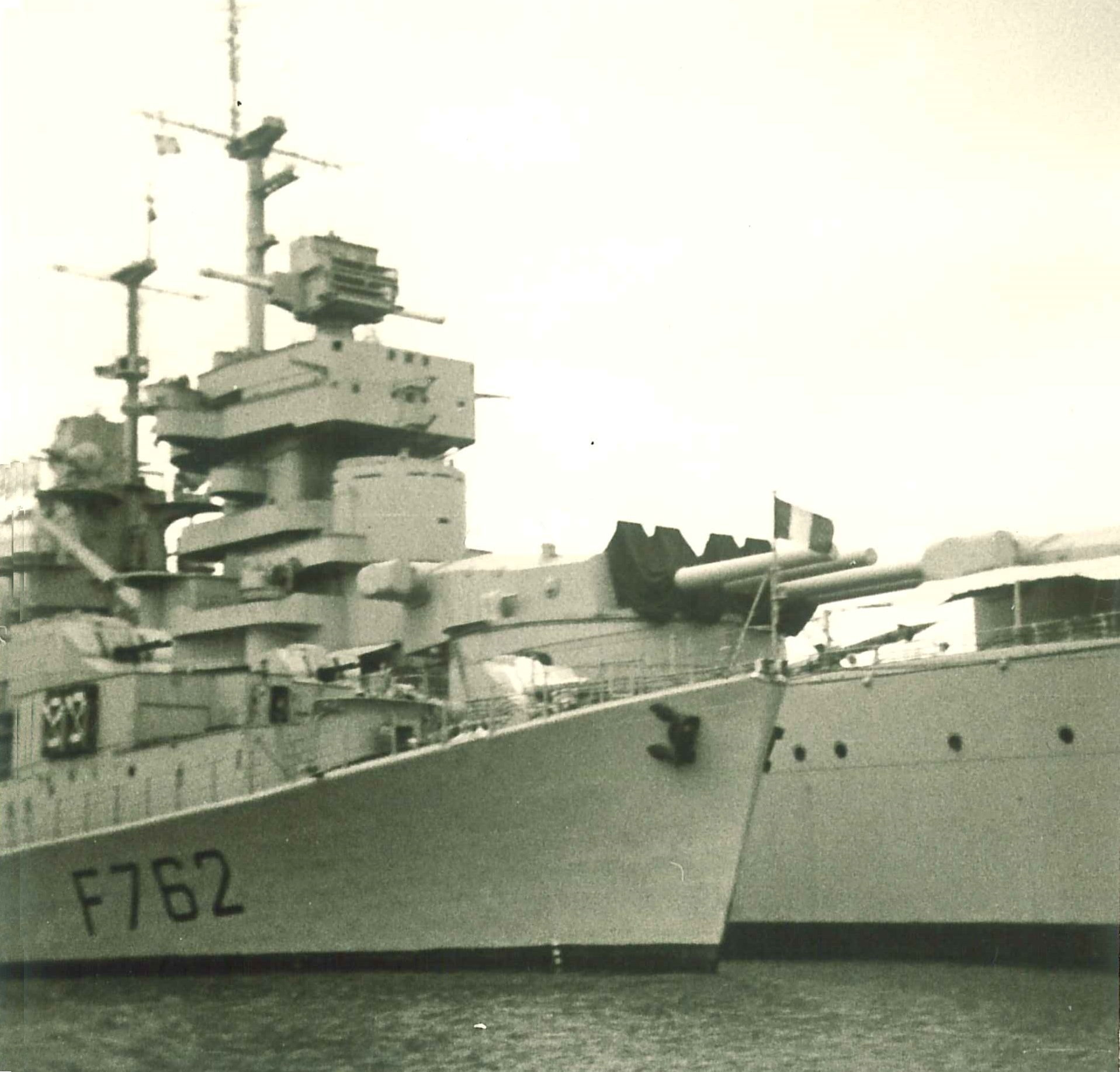
El Jean Bart en Tolón en los años 60

El Jean Bart fue iniciado en diciembre de 1936 y botado en marzo de 1940. Estaba completado en un 75% cuando los alemanes invadieron Francia, abandonó los muelles de St Nazaire, dirigiéndose a Casablanca para evitar su destrucción estando bajo el mando del capitán Ronach; solo tenía montada una torreta cuádruple de 380 mm, pues el carguero que transportaba la segunda torreta fue torpedeado por un submarino alemán mientras se dirigía a entregarla e igualmente la batería secundaria de 152 mm aún no estaba montada y en su lugar se instalaron cañones antiaéreos. Al igual que otros buques de guerra franceses en el norte de África, el Jean Bart estaba bajo el control de Vichy.
El 8 de noviembre de 1942, durante la Operación Torch, Casablanca fue atacada por buques y aviones estadounidenses; primero fue atacado por el acorazado USS Massachusetts , cuando, tras sufrir el impacto de varios de proyectiles de 406 mm, quedó fuera de combate tras haber sido alcanzado el mecanismo rotatorio de la torreta. Posteriormente la torreta fue reparada y el 10 de noviembre, el Jean Bart cañoneó al crucero USS Augusta, obligándole a retirarse; ese mismo día fue atacado por aviones del USS Ranger y tras ser alcanzado por varias bombas y torpedos, tuvo que ser encallado para evitar su hundimiento. Tras la caída de Casablanca el 16 de noviembre, el Jean Bart se unió a las fuerzas aliadas. Después de haberlo reflotado, se planteó la posibilidad de enviarlo a Estados Unidos -donde su gemelo Richelieu ya estaba siendo concluido y reacondicionado- para completarlo pero, esto era técnicamente imposible, por lo que permaneció en Casablanca hasta el final de la guerra. Asimismo se propuso la opción de convertirlo en portaaviones, considerando más tarde que resultaba poco práctico.
El Jean Bart regresó a Francia en 1945 y, tras reanudarse el trabajo de su construcción, fue completado en 1948 con un diseño nuevo hecho sobre la base de las lecciones aprendidas en la guerra, y puesto en servicio en febrero del año siguiente. En 1956, el Jean Bart participó en la Crisis de Suez. Pasó a la reserva en 1957, y en 1961 fue utilizado como buque cuartel en Toulon. Retirado definitivamente en 1968, fue vendido para su desguace en 1970.